# Notte agitata
Notte agitata (One Exciting Night) è un film muto del 1922 diretto da D.W. Griffith.

## Trama
Una giovane ragazza orfana, che viene corteggiata da un anziano ricco e sgradevole che vive con la madre adottiva, si innamora di un giovane conosciuto a una festa. Un gruppo di contrabbandieri clandestini rubano i risparmi nascosti in casa; nella fuga uno di loro viene ucciso, e il sospettato numero uno è proprio il ragazzo della festa.

## Produzione
Ispirato all'opera teatrale The Bat di Mary Roberts Rinehart e Avery Hopwood, venne prodotto dalla D.W. Griffith Productions.